# دلشاد سعید
دلشاد سعید (به کردی: دڵشاد سەعید) (زاده: ۱۹۵۸) یک موسیقی‌دان و آهنگساز کرد اهل دهوک است.